# Temnosternopsis pictus
Temnosternopsis pictus är en skalbaggsart som beskrevs av Stefan von Breuning 1939. Temnosternopsis pictus ingår i släktet Temnosternopsis och familjen långhorningar. Inga underarter finns listade i Catalogue of Life.